# Taktra Rinpoche

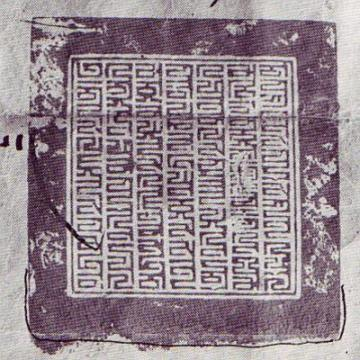
Sello del Taktra Rinpoche en alfabeto de 'Phags-pa

Taktra Rinpoche o Taktra Rimpoché es el lama tulku asociado al monasterio Taktra, perteneciente a la escuela Gelug del budismo tibetano. 
El monasterio se encuentra en la región de Tölung Dechen, región autónoma del Tíbet. 
El tercer Taktra Rinpoche, Ngawang Sungrab Thutob, fue Regente del Tíbet con el XIV Dalái lama durante el período 1941-1950.